# Pías
Pías és un municipi de la província de Zamora a la comunitat autònoma de Castella i Lleó. Es troba a la zona d'As Portelas, on es parla majoritàriament gallec.

## Demografia
| 1991 | 1996 | 2001 | 2004 |
| ---- | ---- | ---- | ---- |
| 303  | 255  | 215  | 201  |